# Starzec srebrzysty
Starzec srebrzysty, s. wąskolistny (Senecio erucifolius L.) – gatunek rośliny z rodziny astrowatych. Występuje w Eurazji.
W Polsce gatunek rzadki; rośnie w rozproszeniu na obszarze całego kraju, głównie w części południowej.

## Morfologia

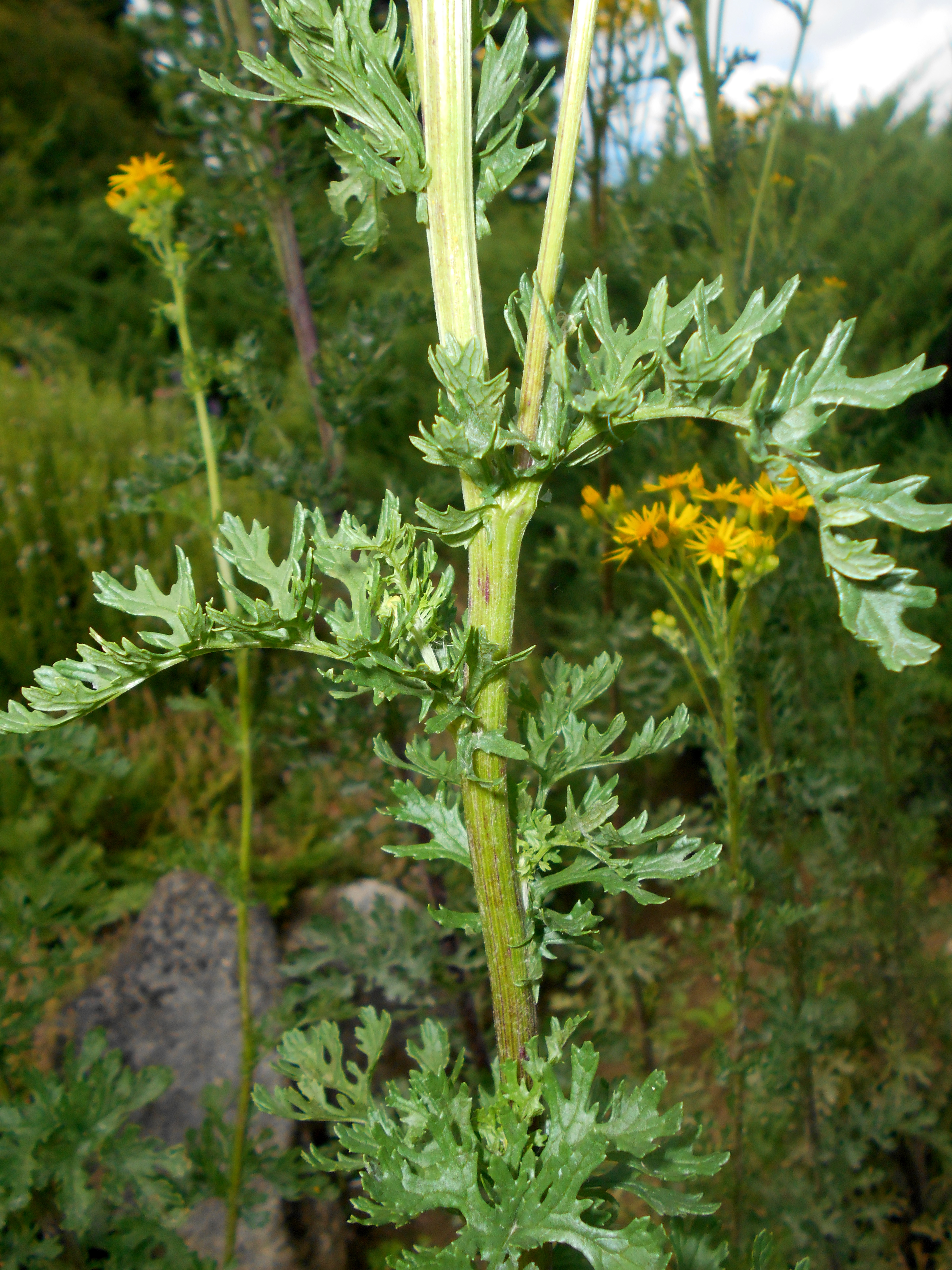
Liście

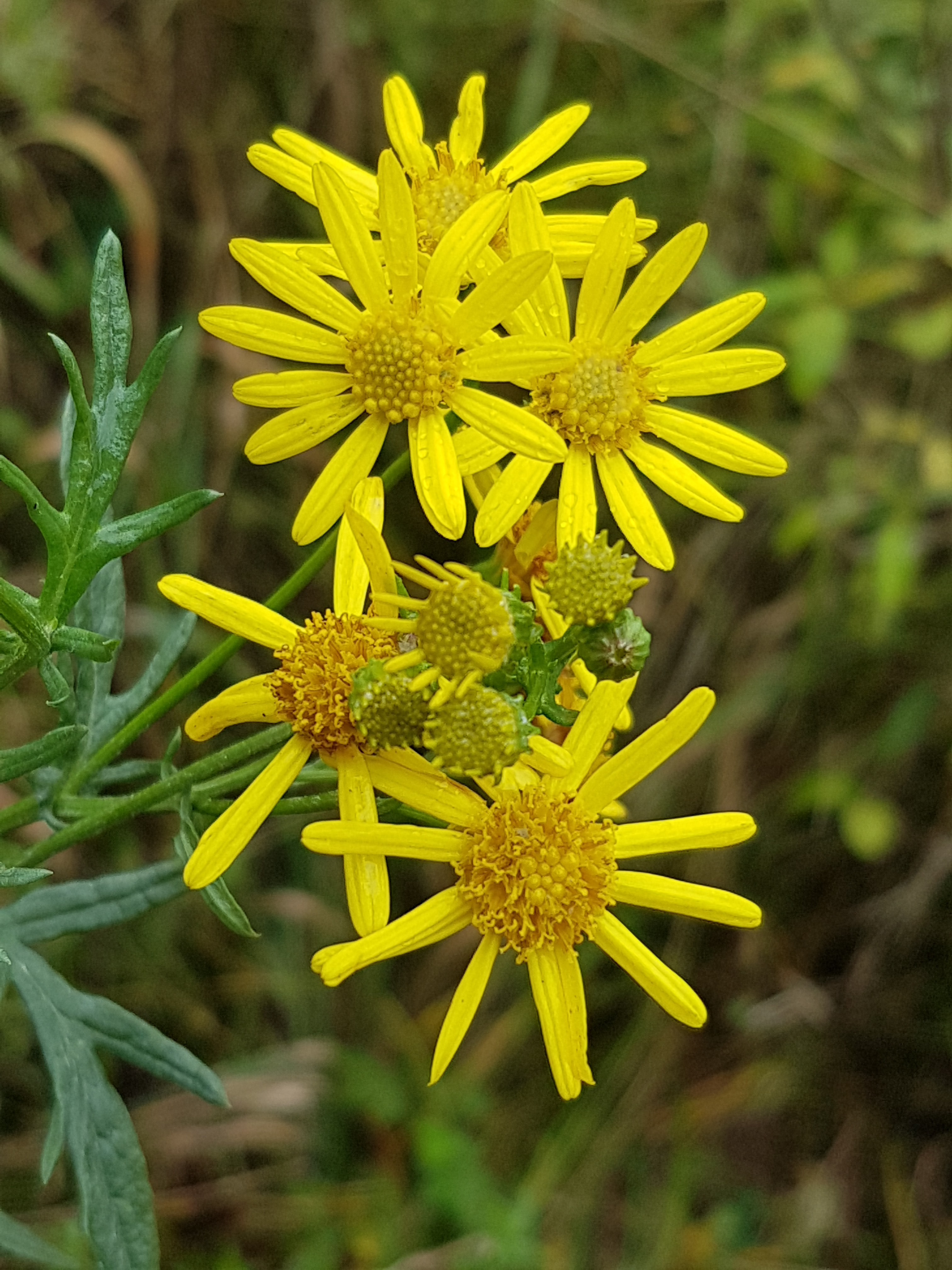
Kwiatostan

ŁodygaPajęczynowato-wełnista, rozgałęziona (zwłaszcza w górze), brunatno-czerwona, o wysokości 30–100 cm, rzadko osiągająca nawet 135 cm. Wyrasta z węzłowato zgrubiałego kłącza, z którego też wyrastają podziemne rozłogi.
LiściePajęczynowato-wełniste, pojedynczo-pierzastodzielne. Dolne liście ogonkowe, górne – siedzące. Odcinki liści skierowane lekko łukowato ku górze. Odcinki liści dolnych lancetowate, o szerokości 2–4 mm. Odcinki liści górnych równowąsko-lancetowate, o szerokości 1–3 mm. Całobrzegie lub odlegle ząbkowane, czasem podwinięte na brzegach. Od spodu szaro omszone.
KwiatyŻółte, zebrane w koszyczki o szerokości 1,5 do 3 cm, te z kolei zebrane w podbaldach o szypułach skośnie wzniesionych. Listki okrywy eliptyczne, ostre, miękko owłosione, w liczbie około trzynastu. Cztery do sześciu dodatkowych (zewnętrznych) listków okrywy, ustawionych skrętolegle. Kwiaty języczkowe jasnożółte, płasko rozpostarte, o długości 12–15 mm i szerokości 1–2 mm, w liczbie około trzynastu.
OwocSztywno, krótko owłosiona niełupka. Puch kielichowy biały, mocno złączony z owocem, około trzy razy od niego dłuższy.

## Biologia i ekologia
Bylina, hemikryptofit. Kwitnie od lipca do września. Rośnie na suchych murawach i w zaroślach, na odłogach oraz nasłonecznionych skrajach lasów. Liczba chromosomów 2n = 40. Gatunek charakterystyczny ziołorośli z zespołu Dauco-Picridetum hieracioidis oraz muraw kserotermicznych ze związku Cirsio-Brachypodion pinnati.
Wyróżnia się odmianę:
- var. tenuifolius (Jacq.) DC. – liście o brzegach podwiniętych, z odcinkami liści do 2–3 mm szerokości; w Polsce dość często spotykana.

Gatunek tworzy mieszańce ze starcem Jakubkiem (S. jacobaea).

## Zagrożenia i ochrona
Roślina umieszczona na polskiej czerwonej liście w kategorii VU (narażony).